# Sharon Rudahl
Sharon Rudahl, née en 1947 est une autrice de comics. Elle commença à travailler dans des comics underground au début des années 1970. En 1972, elle fait partie du collectif de femmes qui créent l'anthologie Wimmen's Comix.

## Biographie
Sharon Rudahl naît en 1947. Elle grandit à Washington, en Virginie et dans le Maryland. Elle vit à Madison dans le Wisconsin puis à San Francisco,. Très tôt sensible au racisme et à l'antisémitsme, puisqu'elle est d'origine juive, elle participe à des marches pour les droits civils alors qu'elle est encore adolescente. Sa carrière plus tard est marquée par cet activisme social et politique, d'abord dans l'écriture de comics. Très tôt, elle contribue à plusieurs publications politiques dont les journaux underground Kaleidoscope, Takeover et le  San Francisco Express Times. Elle est aussi responsable artistique du Takeover dans les années 1970,.
Au début des années 1970; Sharon Rudahl est l'une des autrices féministes actives dans les comics underground. Elle rejoint le collectif d'autrice pour la création de Wimmen's Comix, la première série de comics réalisée uniquement par des femmes. En 1979 et 1981 elle participe au comics Anarchy Comix (numéros 2 et 3) publié par Last Gasp
En 1980, Sharon Rudahl écrit son premier comics intitulé Adventures of Crystal Night. Elle écrit et illustre aussi deux romans graphiques consacrés à des activistes politiques. Le premier, A Dangerous Woman: The Graphic Biography of Emma Goldman présente la vie  de l'autrice anarchiste Emma Goldman. Le second, Ballad of an American: A Graphic Biography of Paul Robeson est consacré à l'activiste noir Paul Robeson.